# Krótki film o zabijaniu
Krótki film o zabijaniu (w wersji telewizyjnej dystrybuowany pod nazwą Dekalog, pięć) – polski film psychologiczny z 1987 roku w reżyserii Krzysztofa Kieślowskiego, nakręcony na podstawie scenariusza napisanego przez Kieślowskiego wraz z Krzysztofem Piesiewiczem. Film koncentruje się na dwóch bohaterach: zdesperowanym młodzieńcu Jacku (Mirosław Baka), który morduje taksówkarza i zostaje zaprowadzony przed wymiar sprawiedliwości, oraz młodym adwokacie Piotrze (Krzysztof Globisz), który podejmuje się jego obrony przed sądem.
Krótki film o zabijaniu został zrealizowany w Zespole Filmowym „Tor” pod opieką artystyczną Krzysztofa Zanussiego. W zamiarze Kieślowskiego film miał stanowić głos w dyskusji nad karą śmierci, która w opinii reżysera była porównywalna z zabójstwem. Operator filmu Sławomir Idziak używał zielonych filtrów własnej roboty, rejestrując w naturalistyczny sposób śmierć zarówno taksówkarza, jak i jego oprawcy. Film został zgłoszony na Festiwal Filmowy w Cannes, gdzie przyznano mu Nagrodę Jury oraz nagrodę FIPRESCI; otrzymał również Europejską Nagrodę Filmową dla najlepszego filmu.
W Polsce Krótki film o zabijaniu spotkał się z burzliwą reakcją krytyków. Film odczytywano jako protest przeciwko karze śmierci, której zniesienie stało się przedmiotem debaty publicznej. Polscy krytycy chwalili film za stronę artystyczną oraz zdjęcia Idziaka, natomiast jako słabą stronę dzieła Kieślowskiego i Piesiewicza wskazywali nazbyt idealistyczną postać adwokata. Znacznie cieplej Krótki film o zabijaniu przyjęto za granicą, gdzie stał się on pierwszym uznanym w Europie Zachodniej utworem Kieślowskiego.

## Opis fabuły
Uwaga: Poniżej podane jest streszczenie wersji kinowej.
Akcja filmu rozpoczyna się 16 marca 1987 w Warszawie, koncentrując się wokół trzech postaci. Taksówkarz Waldemar Rekowski czyści swojego poloneza, dwudziestoletni Jacek Łazar przemieszcza się po Starym Mieście, zaś aplikant Piotr Balicki zdaje ostatni egzamin adwokacki.
Jacek, stając się świadkiem brutalnej napaści, pozostaje bierny wobec zdarzenia. Docierając do Trasy W-Z, strąca kamień na samochód jadący pod nim. Potem udaje się w stronę zakładu fotograficznego, by zamówić reprodukcję zdjęcia swojej zmarłej siostry. Następnie zmierza do Hotelu Europejskiego, gdzie przebywa również Piotr ze swoją narzeczoną Olą. Pod stolikiem nawija na dłoń cienką linkę, przygotowując się do zabójstwa. Kiedy na parking pod hotelem podjeżdża taksówkarz Waldemar, Jacek wsiada do taksówki i prosi go, aby ten podjechał pod Dolny Mokotów. Na obrzeżach dzielnicy zarzuca linkę na szyję kierowcy, próbując go udusić, po czym kilkakrotnie uderza go w głowę metalowym prętem. Przeniósłszy ciało półprzytomnego mężczyzny w zarośla ku Wiśle, Jacek zabija taksówkarza wielkim kamieniem. Potem wraca do samochodu i zjada kanapkę pozostawioną przez kierowcę, a później zaprasza do taksówki pracownicę sklepu spożywczego, Beatkę.
Akcja przenosi się w czasie do momentu ogłoszenia wyroku. Gdy wobec Jacka zostaje orzeczona kara śmierci, funkcjonariusze milicji wyprowadzają skazanego. Dostrzega go załamany Piotr, który próbował go przedtem bronić przed sądem. Piotr udaje się do zakładu karnego, w którym przebywa Jacek, po czym uzyskuje zgodę naczelnika na widzenie. Adwokat dowiaduje się, że Jacka do mordu skłoniła trauma rodzinna. Jacek przed Piotrem wyznaje, iż odpowiada w pewnym stopniu za śmierć swojej siostry, ponieważ w dniu jej śmierci pił alkohol razem z traktorzystą, który później pijany ją przejechał. Zabójca prosi adwokata, aby ten odebrał odbitki z zakładu fotograficznego i przekazał je matce skazanego. Rozmowy nie udaje się dokończyć – Piotr na prośbę naczelnika wychodzi z celi, a funkcjonariusze wyprowadzają skazanego do celi śmierci. Jacek jest przerażony wizją śmierci i próbuje wyrwać się z rąk funkcjonariuszy, jednak zostaje przez nich przytrzymany. Naczelnik zarządza wykonanie wyroku, a kat zawiązuje Jackowi przepaskę na oczach i pętlę na szyi. Na rozkaz naczelnika otwiera się zapadnia, a po konwulsjach skazany umiera. Zrozpaczony Piotr, który obserwował przebieg egzekucji, szlocha w podmiejskim lesie.

## Obsada
Źródło: Filmpolski.pl
- Mirosław Baka – Jacek Łazar

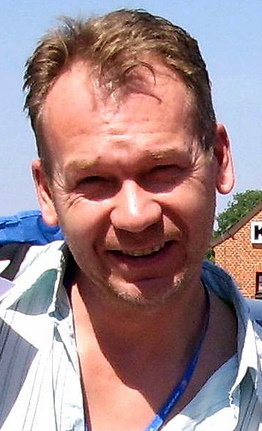
Mirosław Baka, odtwórca roli Jacka

- Krzysztof Globisz – adwokat Piotr Balicki
- Jan Tesarz – taksówkarz
- Zbigniew Zapasiewicz – przewodniczący komisji adwokackiej
- Aleksander Bednarz – kat
- Barbara Dziekan – kasjerka w kinie
- Jerzy Zass – naczelnik więzienia
- Zdzisław Tobiasz – sędzia
- Artur Barciś – robotnik z miarą
- Olgierd Łukaszewicz i Krystyna Janda – Andrzej i Dorota – małżeństwo z Dekalogu II
- Elżbieta Helman – Beatka, pracownica sklepu spożywczego
- Marzena Manteska – narzeczona Piotra
- Maciej Maciejewski – prokurator
- Henryk Łapiński – członek komisji adwokackiej
- Zdzisław Rychter – rysownik na Starym Mieście
- Helena Kowalczykowa – staruszka karmiąca gołębie pod Kolumną Zygmunta
- Małgorzata Pieczyńska – wróżka
- Sylwester Maciejewski i Andrzej Mastalerz – bracia Jacka
- Maciej Szary – dozorca
- Władysław Byrdy – pomocnik kata
- Andrzej Gawroński

## Produkcja

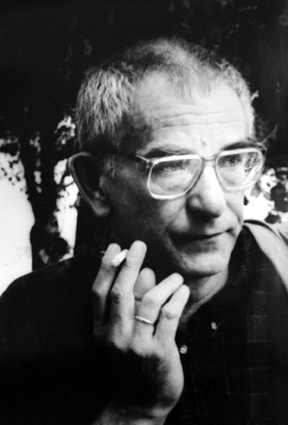
Krzysztof Kieślowski, reżyser filmu

Krótki film o zabijaniu powstał pierwotnie jako piąta część cyklu filmów telewizyjnych Dekalog, pod opieką kierownika artystycznego Zespołu Filmowego „Tor”, Krzysztofa Zanussiego. Reżyser filmu, Krzysztof Kieślowski, napisał do niego scenariusz z pomocą adwokata Krzysztofa Piesiewicza, który był przedtem współscenarzystą Bez końca (1984). Już na samym początku realizacji scenariuszy do Dekalogu (w tym do części piątej) obaj zadeklarowali odcięcie się od polityki i koncentrację na współczesności. Biorąc pod uwagę ryzyko związane z tworzeniem filmów kinowych, Kieślowski zwrócił się do Telewizji Polskiej z propozycją nakręcenia cyklu; początkowo każdy z filmów miał zrealizować inny reżyser, jednak Kieślowski ostatecznie postanowił samodzielnie wyreżyserować cały cykl. Kieślowski tłumaczył, że pragnął zrobić szczególnie Krótki film o zabijaniu, ponieważ:
[...] jestem członkiem tego społeczeństwa, jestem obywatelem tego kraju i jeżeli ktoś w tym kraju zakłada pętlę na szyję i wytrąca stołek spod nóg, to robi to w moim imieniu. A ja sobie tego nie życzę. Nie chcę, żeby to robiono. I myślę, że ten film właściwie jest nie o karze śmierci, ale o zabijaniu w ogóle. O zabijaniu, które jest złem, wszystko jedno, dlaczego się zabija, wszystko jedno kogo i wszystko jedno, kto zabija.
Pierwowzorem postaci Jacka Łazara był wychowanek Zakładu Poprawczego w Laskowcu, który następnie trafił do więzienia i został skazany na karę śmierci. Przed wykonaniem wyroku Krzysztof Kieślowski odbył kilka spotkań ze skazanym.
Kieślowski podczas pobytu w Beskidach zaproponował kręcenie piątej części Dekalogu Sławomirowi Idziakowi. Ten początkowo odmówił, lecz ostatecznie przekonał się do projektu Kieślowskiego, przy czym postawił warunek, że zastosuje podczas zdjęć zielone filtry przejściowe własnej roboty. Kieślowski początkowo nie rozumiał zamiaru Idziaka, lecz dał operatorowi wolną rękę przy kompozycji kadrów. Idziak po obejrzeniu wstępnych materiałów myślał, że „skopałem film. To wyglądało okropnie na ekranie”. Dopiero podczas prac montażowych Idziak upewnił się, że „te zdjęcia mają jakiś sens”. Na użytek pierwszej sceny śmierci do ukazania krwi tryskającej z ciała taksówkarza ekipa filmowa używała rurek. Druga scena morderstwa stanowiła znacznie większe wyzwanie dla reżysera. Napisawszy scenę i zbudowawszy wnętrze sali egzekucyjnej, Kieślowski dokładnie wytłumaczył aktorom, co mają zrobić. W trakcie zdjęć okazało się, że ekipa filmowa nie mogła wytrzymać okropieństwa sceny. Dopiero dzień po przygotowaniu całej sceny udało się ją nakręcić w jednym ujęciu.
Na kolaudacji Krótki film o zabijaniu spotkał się z krytyką ze strony Kazimierza Koźniewskiego, który uznawał film za „wypaczenie rzeczywistości”. Jednakże dzięki determinacji Kieślowskiego projekt został zaaprobowany. Premiera kinowej wersji filmu w Polsce odbyła się 11 marca 1988 roku, przypadkowo trafiając w moment zażartej dyskusji o karze śmierci. Już po premierze Krótkiego filmu o zabijaniu wykonywanie najwyższej kary w Polsce zostało wstrzymane (w 1988 roku), a w 1997 roku w nowym Kodeksie karnym kara śmierci została ostatecznie wyeliminowana.

### Wersja telewizyjna
Okrojona do 55 minut wersja telewizyjna filmu zadebiutowała na przełomie 1989 i 1990 roku w ramach całego cyklu Dekalog. Dekalog, pięć różnił się od Krótkiego filmu o zabijaniu w wielu szczegółach. Przede wszystkim zmieniony został porządek części scen; o ile film kinowy rozpoczyna się przedstawieniem śmierci zwierząt (chrabąszcza, szczura oraz kota), o tyle film telewizyjny otwiera głos Piotra spoza kadru, w którym wyraża on swój sprzeciw wobec kary śmierci . Również sama scena morderstwa popełnionego przez Jacka w wersji kinowej jest bardziej drastyczna aniżeli w filmie telewizyjnym ; co więcej, pomiędzy aktem mordu a skazaniem w Dekalogu, pięć nie ma scen wypełniających elipsę narracyjną – następuje raptowne cięcie do momentu wydania wyroku . Samo zakończenie również jest inne; o ile w Krótkim filmie o zabijaniu adwokat zanosi się płaczem na obrzeżach miasta, o tyle w Dekalogu, pięć w tej samej scenerii kilkakrotnie krzyczy w gniewie: „Nienawidzę!” .

## Odbiór

### Odbiór filmu poza granicami Polski
Dzięki staraniom pracującej w Komitecie Kinematografii Ireny Strzałkowskiej Krótki film o zabijaniu został zakwalifikowany do konkursu na Festiwalu Filmowym w Cannes, gdzie wzbudził gwałtowną reakcję publiczności. Na pokazie podczas konkursu głównego, gdy widownia oglądała scenę mordu na taksówkarzu, z tłumu rozlegały się okrzyki: „Dosyć! Dosyć!” Claude-Marie Trémois z pisma „Télérama” pisał: „Wiem jedno: Krótki film o zabijaniu jest arcydziełem. To jeden z tych porażających filmów, od którego obrazów nie będziecie mogli się uwolnić. Jest w tym Dostojewski”. Recenzentka pisma „Studio” Catherine Wimpren uznała film za „triumfalne wejście Krzysztofa Kieślowskiego do naszej zbiorowej nieświadomości kinematograficznej”. Michel Sineux z pisma „Positif” zauważyła, że Krótki film o zabijaniu unika pułapki typowego „filmu przeciw karze śmierci”. Jonathan Rosenbaum z „Chicago Readera” uznał dzieło Kieślowskiego i Piesiewicza za „prawdopodobnie najmocniejszy film o karze śmierci w historii” . Derek Malcolm z „The Guardiana” umieścił film na liście stu najlepszych filmów wszech czasów, doceniając „depresyjne” zdjęcia Idziaka oraz szczególną harmonię stylu i treści . Brian Case z „Time Out” zauważył, iż scena zabójstwa taksówkarza „jest dłuższa nawet niż słynne zabójstwo w Rozdartej kurtynie [1966] [Alfreda] Hitchcocka”.

### Odbiór filmu w Polsce
Również w Polsce Krótki film o zabijaniu został pozytywnie przyjęty przez krytyków, którzy zachowywali jednak daleko większy sceptycyzm wobec Kieślowskiego. Film odczytywano przede wszystkim jako protest przeciwko karze śmierci. Dla Małgorzaty Karbowiak z „Odgłosów” dzieło Kieślowskiego było doznaniem porażającym, a Maciej Pawlicki rozumiał przesłanie filmu jako niemożność wniknięcia w psychikę ludzką. Jednocześnie, przypisując twórcy zajęcie jednoznacznego stanowiska względem kary śmierci, część krytyków (np. Zdzisław Pietrasik z „Polityki”, Bożena Janicka z „Kina”) zarzucała Kieślowskiemu niedostarczenie widowni wystarczającej liczby argumentów na poparcie swojej tezy. Z relacji Marka Rymuszki dla „Prawa i Życia” wynikało, iż część widowni akceptowała wyrok wydany na mordercy przez wymiar sprawiedliwości. Kontrowersje budziła również persona skazańca: o ile Andrzej Szmak z „Przeglądu Tygodniowego” uznawał czyn Jacka za niewystarczający w świetle ówczesnego prawa do wykonania kary śmierci, Aldona Krajewska zauważała, że najwyższy wymiar kary groził nie tylko recydywistom.
Często wysuwanym zarzutem wobec Krótkiego filmu o zabijaniu była rzekoma tendencyjność Kieślowskiego w portretowaniu postaci Jacka. Dla anonimowego recenzenta „Sztandaru Młodych” postać mordercy była antypatyczna, podczas gdy Mirosław Winiarczyk doszukiwał się w filmie idealizacji Jacka. Dla części krytyków (np. Tadeusza Sobolewskiego, Jerzego Uszyńskiego) Kieślowski jednak zajął stanowisko pojednawcze, nie narzucając widzowi opowiedzenia się ani po postaci Jacka, ani taksówkarza. Szyma, wspomniany Koźniewski, a także Andrzej Kołodyński poczuli się zniesmaczeni zestawieniem obok siebie zbrodni zwykłego człowieka oraz egzekucji wykonywanej przez państwo. Innym budzącym kontrowersje elementem filmu była postać adwokata, którego zdaniem większości krytyków Kieślowski i Piesiewicz ukazali jako nazbyt idealistycznego i przesadnie sentymentalnego.
Nie budziła natomiast sprzeciwu upiorna wizja filmowego świata. Janicka okazywała przerażenie warstwą plastyczną filmu: „Nad miastem posępne światło prześwieca przez brudny smog, prowizoryczne płoty zasłaniają rozsypujące się budynki, a każdy kontakt z obcym człowiekiem jest spotkaniem w dżungli, okazją do wyrażenia lub doznania agresji”. Atmosferę Krótkiego filmu o zabijaniu opisywano jednoznacznie przez pryzmat obecności „zła, agresji, wzajemnej niechęci i złośliwości”. Wymowa filmu jawiła się jako turpistyczna, a zdaniem niektórych krytyków (np. Marii Malatyńskiej) operator nawet przejaskrawił wizerunek ówczesnej Warszawy. Jedynie Sobolewski doszukiwał się w dziele Kieślowskiego i Piesiewicza bezpośredniej wykładni przykazania Bożego; Jacka, naznaczonego piętnem zbrodni Kainowej, spotykała kara boska. Jednocześnie Sobolewski twierdził, że Krótki film o zabijaniu jest osobistym rozliczeniem reżysera z własną, dotychczasową twórczością dokumentalisty. Skoro świat jest naznaczony brzydotą, dla Kieślowskiego jedynym ratunkiem była ucieczka w transcendencję.
Po latach Robert Birkholc pisał, iż „znakomicie zagrany przez debiutującego Mirosława Bakę Jacek to postać pełna nienawiści i antypatyczna, jednak Kieślowski nie próbuje być sędzią i poprzestaje na wrażliwej obserwacji” .

### Nagrody i festiwale
Krótki film o zabijaniu na Festiwalu Filmowym w Cannes otrzymał Nagrodę Jury oraz nagrodę FIPRESCI, a oprócz tego został uhonorowany Europejską Nagrodą Filmową dla najlepszego filmu. Dzieło Kieślowskiego w Polsce zdobyło również Grand Prix Festiwalu Polskich Filmów Fabularnych oraz Złotą Kaczkę przyznawaną przez czytelników czasopisma „Film”.
Amerykański reżyser Martin Scorsese uznał Krótki film o zabijaniu za jedno z arcydzieł polskiej kinematografii i w 2014 roku wytypował go do prezentacji w Stanach Zjednoczonych oraz Kanadzie w ramach festiwalu polskich filmów Martin Scorsese Presents: Masterpieces of Polish Cinema.